# Знаменовская балка
Знаменовская балка — ботанический заказник местного значения. Находится в Волновахском районе Донецкой области возле села Калиново.
Статус заказника присвоен решением облисполкома № 7 от 9 января 1991 года. Площадь — 55 га. На территории заказника произрастает 150 видов растений, 5 видов из которых занесены в Красную книгу Украины — майкараган скифский, карагана скифская, тюльпан гранитный, ковыль Лессинга.